# Jeep CJ
La Jeep CJ (Civilian Jeep) è una vettura fuoristrada costruita per il mercato civile, dal 1944 al 1986, dalla Willys-Overland (successivamente diventato Jeep). È nata come versione commerciale del veicolo Willys MB, utilizzato largamente dall'esercito americano e non solo, durante la seconda guerra mondiale. 

## Storia

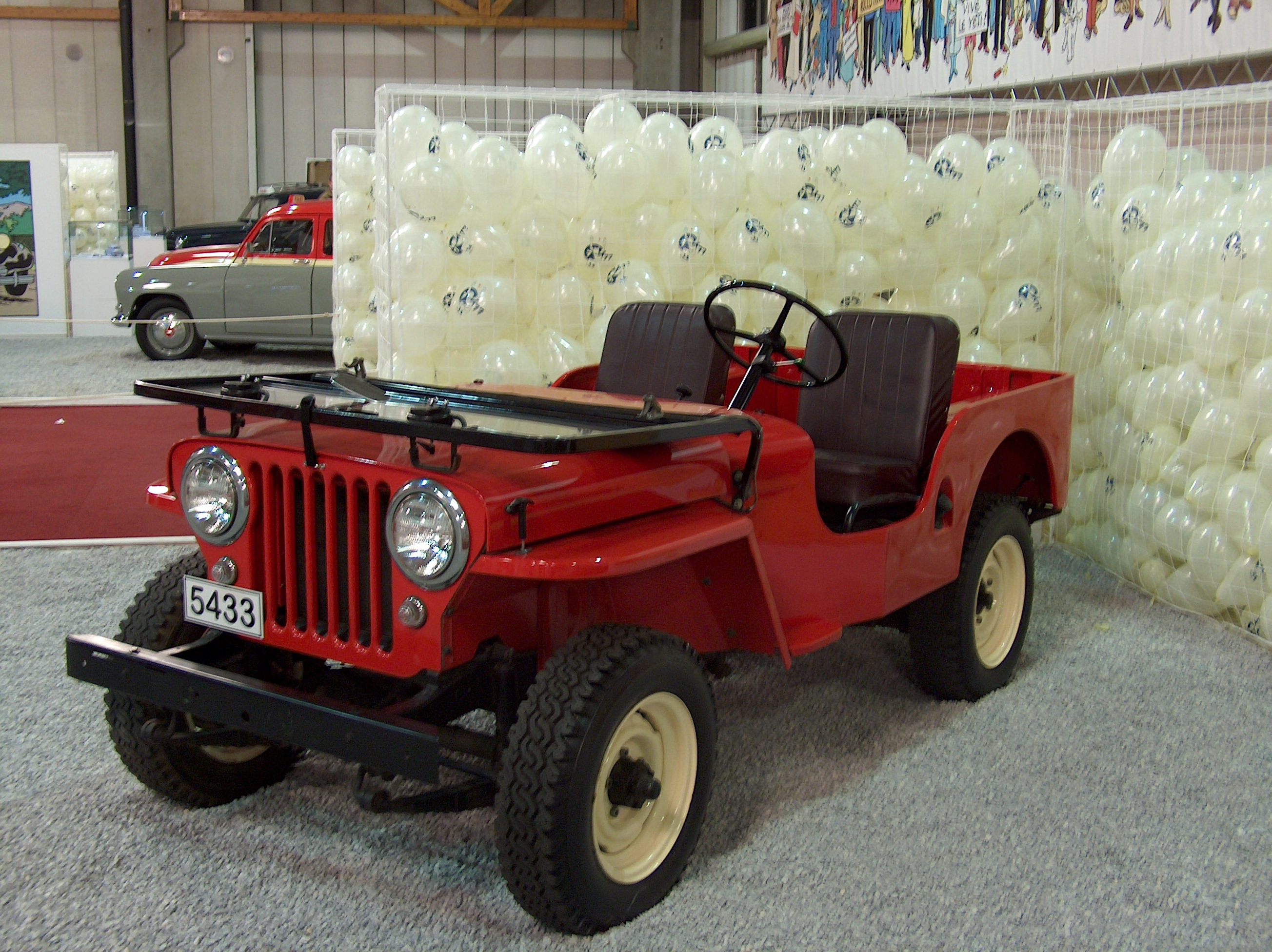
Jeep CJ-3

La prima CJ (la CJ-2) venne introdotta nel 1944 dalla Willys-Overland, sulla base della MB.
Con una lenta evoluzione è rimasta in produzione in diverse varianti e con vari allestimenti, tra cui si ricordano la "Renegade", "Laredo" e "Golden Eagle". Le motorizzazioni furono diverse e alimentate sia a benzina che a gasolio (con il motore Isuzu) nelle ultime prodotte per il mercato europeo, furono dotate di attacchi per le cinture sia anteriori che posteriori omologati.
Le ultime CJ, la CJ-7 e la CJ-8, vennero rimpiazzate nel marzo del 1986 dalla più moderna Jeep Wrangler.
La CJ mantiene un'ottima mobilità nei percorsi più accidentati tali da renderla ancora oggi molto apprezzata tra gli appassionati di off-road. 
Tra queste troviamo il CJ-7 che fu prodotto dal 1976 al 1986. I rapporti del CJ-7 erano differenti in ogni tipo di motore: il 2.4 diesel montava il 4.10 (la produzione fu sia Renegade che Laredo), il 4.2 litri 6 cilindri in linea e il 2.5 montava un rapporto pari a 3.73, mentre l'allestimento V8 con AMC 304 (produzione 1976 al 1981, che entrò a far parte della versione Golden Eagle) montava un rapporto di 3.55.

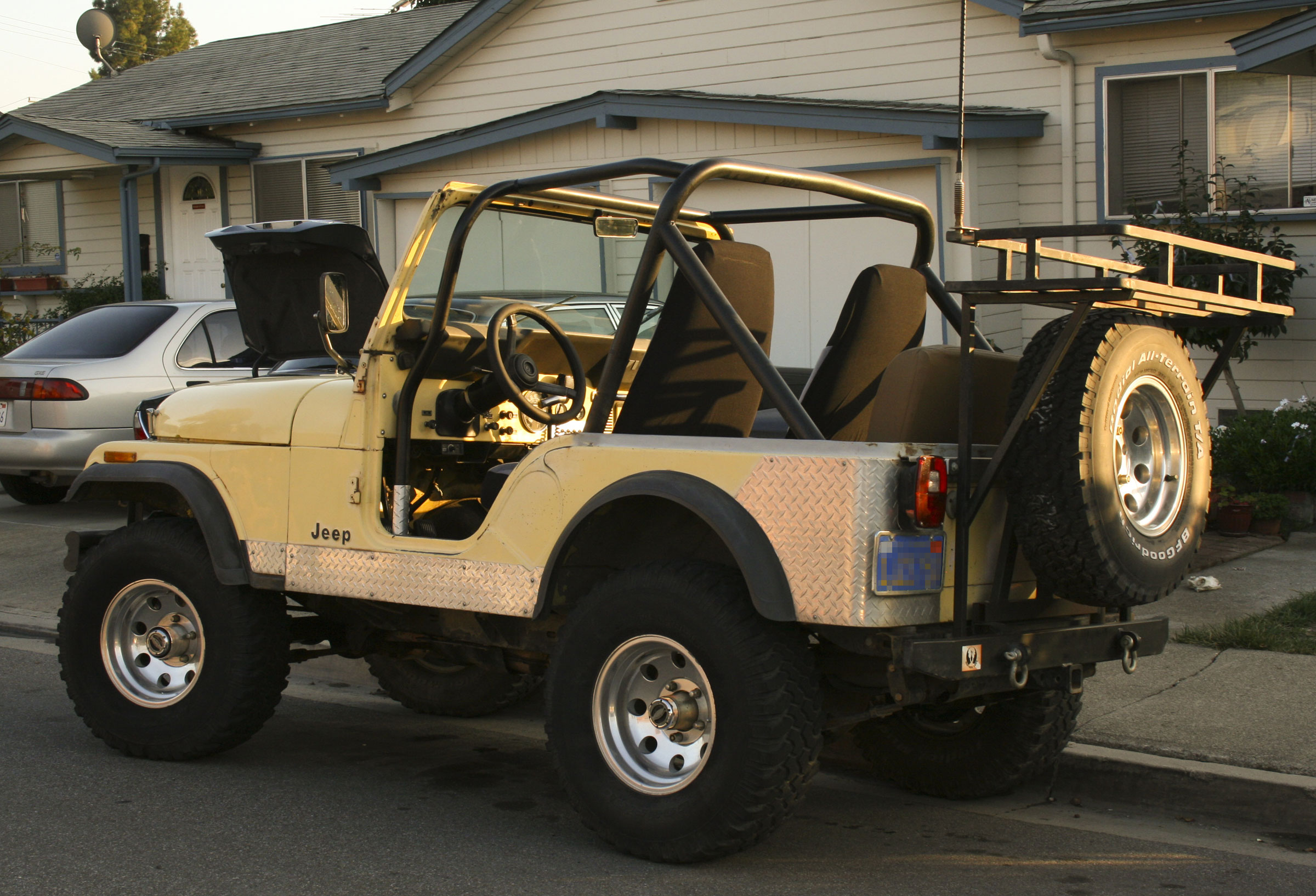
Jeep CJ5

Dal 1976 al 1980 fu montato un riduttore DANA 20, un ponte anteriore DANA 30 (27 o 31 spline) e uno posteriore AMC 20 molto robusto (a 29 spline), mentre negli ultimi anni di produzione, cioè negli anni dell'allestimento Laredo, dove sono stati aggiunti un pacchetto cromato con paraurti, ganci e interni, sedili più confortevoli in pelle, orologio e contagiri, venne montato un DANA 44 posteriore e dal 1980 venne introdotto un riduttore DANA 300 migliore del precedente e ancora in produzione e molto ricercato dagli amanti del fuoristrada.
La scelta della motorizzazione diesel per la CJ-7 fu apprezzata sin dagli anni '80 dal mercato europeo. Tale "atipica" motorizzazione dalla potenza ridotta rispetto ai tipici V8 a benzina, permise di ridurre notevolmente i consumi ed essere più apprezzata dal mercato europeo. La motorizzazione diesel fece optare per la rimozione dell'impianto di aria condizionata.
L'autovettura nel corso dei suoi 11 anni ebbe vari pacchetti di allestimento:
- Renegade 1976-1982 (2.4D - 2.5 - 4.2 l6 - 5.0 V8)
- Golden Eagle 1976-1979 (5.0 V8)
- Laredo 1982-1986 (2.4D - 4.2 l6 - 5.0 V8)
- Golden Hawk (5.0 v8)
- Jamboree Edition (serie limitata dove furono costruiti 2500 esemplari per il 30º anniversario) (2.5 - 4.2)
- Limited Edition 1982-1983 (4.2 l6)